# 老港航天主题基地
老港航天主题基地又稱浦东老港航天主题基地、上海老港发射场、南汇老港发射场、T-7M航天主题基地，是位於中華人民共和國上海市浦東新區老港镇东河村235号的航天文化综合体，占地30亩。它设有失重空间、宇航员空间站、宇航服设计师、太空植物培育等六個科普专题展区。此外基地還留有长征四号运载火箭有效载荷整流罩和火箭支撑舱。
中國首枚火箭就在當地原址发射。

## 歷史
1960年2月19日，中華人民共和國第一枚自主设计制造的T-7M探空火箭在老港镇东进村（現今東河村）的滩涂升空。
2018年12月6日，老港方面接收长征四号火箭整流罩。
2021年，中国共产党上海市浦东新区老港镇委员会与上海航天技术研究院合作，中国共产党上海市浦东新区老港镇委员会打算在T-7M探空火箭发射原址上建设航天主题基地。
2022年6月30日，老港航天主题基地建成开放。
2022年8月7日，老港航天主题基地内的红火箭咖啡馆开业，該咖啡館也是主题基地内首个餐饮配套设施。